# Зизано-Комаровські залізорудні родовища
Зизано-Комаровські залізорудні родовища — розташовані в Башкирії. Відомі з XVIII століття.

## Характеристика
Утворюють рудоносну смугу завдовжки 40 км, загальною площа 250 км², де розташовано 30 родовищ із загальними запасами руди 83 млн т. Середній вміст Fe понад 40%.Експлуатуються Туканське, Туссаганське і Тарське родовища із запасами 31, 1,5 і 1,4 млн т відповідно. Руди сидеритові (20%), в зоні окиснення бурозалізнякові (80%). Бокові породи — осадово-метаморфічні верхньопротерозойської доби.

## Технологія розробки
Розробка родовищ ведеться відкритим способом. Збагачення — шляхом відмивки глинистого матеріалу. Концентрат містить понад 48% Fe.